# Generalkaptenskapet Yucatán
Generalkaptenskapet Yucatán (spanska: Capitanía General de Yucatán) var ett administrativt distrikt inom vicekungadömet Nya Spanien, skapat 1617 för att stärka självstyret på Yucatánhalvön, som tidigare styrts av en guvernör utsedd av Real Audiencia de Mexico. Skapandet ingick i det habsburgska Spaniens försök från sent 1500-tal att försöka hejda andra staters framfart i Karibien, och man skapade också Puerto Rico, Kuba och grannen Guatemala. 